# Sahajdak (Podilsk)
Sahajdak (ukrainisch Сагайдак; russisch Сагайдак/Sagaidak, rumänisch Sagaidac) ist ein Dorf im Rajon Podilsk in der ukrainischen Oblast Odessa.
Das 1840 gegründete Dorf liegt an der Grenze zu Transnistrien 17 km nordwestlich vom ehemaligen Rajonzentrum Okny und etwa 165 km nordwestlich vom Oblastzentrum Odessa.
Am 10. Februar 2018 wurde das Dorf ein Teil der Siedlungsgemeinde Okny; bis dahin gehörte es zur Landratsgemeinde Topaly (südlich gelegen) im Nordwesten des Rajons Okny.
Seit dem 17. Juli 2020 ist es ein Teil des Rajons Podilsk.